# Harmoniczna sukcesja jezior
Harmoniczna sukcesja jezior – proces sukcesji ekologicznej, w której śródlądowe zbiorniki wodne przechodzą w następny etap rozwoju bez wyraźnej przewagi jednego czynnika ekologicznego. W takich warunkach dominującym procesem jest eutrofizacja, czyli stopniowy wzrost żyzności (trofizmu), będąca skutkiem gromadzenia się w zbiorniku substancji zawierających biogeny. Podczas ewolucji zbiornika następuje także zmiana jego morfometrii na skutek akumulacji osadów i zarastania litoralu przez roślinność torfotwórczą. Kolejnym etapem jest całkowite zlądowacenie zbiornika i sukcesja torfowiska. Zmianom siedliskowym towarzyszy sukcesja zespołów organizmów (planktonu, makrofitów, ichtiofauny i in.), co często przybiera postać sprzężeń zwrotnych, najczęściej dodatnich (np. wynikające ze wzrostu trofii zakwity same z kolei podnoszą trofię).
Najogólniej, sukcesja ta polega na przejściu od stanu oligotrofii do eutrofii. Stadium pośrednim są jeziora mezotroficzne. Wyznaczenie dokładnych i uniwersalnych kryteriów podziału jest trudne i w praktyce przyjmowane są różne kryteria dla zbiorników o różnej morfometrii i położeniu geograficznym.
Kolejne etapy trofii w harmonicznej sukcesji zbiorników wodnych to:
- ultraoligotrofia (jezioro ultraoligotroficzne)
- oligotrofia (jezioro oligotroficzne)
- α-mezotrofia (jezioro α-mezotroficzne)
- β-mezotrofia (jezioro β-mezotroficzne)
- eutrofia (jezioro eutroficzne)
- hipertrofia (politrofia) (jezioro hipertroficzne)

Przy czym możliwy jest brak któregoś etapu, np. gdy nowo powstałe jezioro jest zbyt żyzne, aby określać je jako ultraoligotroficzne albo jezioro eutroficzne lądowieje bez etapu hipertrofii. Jeziora w ostatnich etapach sukcesji zmieniają swoją morfometrię tak, że zwykle stają się jeziorami stawowymi lub innego typu zbiornikami astatycznymi. 
Kiedy jakiś czynnik ekologiczny zaczyna dominować w znacznym stopniu, tak że trofia przestaje być kluczowym czynnikiem wyznaczającym warunki życia, zbiorniki mogą przejść z ciągu harmonicznego w dysharmoniczny (mogą też nigdy nie należeć do szeregu harmonicznego, jak jest np. z torfiankami, które od momentu powstania są zbiornikami humotroficznymi). Jeziora dysharmoniczne (np. humotroficzne, gorzkie, lobeliowe, saprotroficzne) podlegają odmiennym, choć w pewnym stopniu podobnym procesom sukcesyjnym, np. młode jeziora lobeliowe, które można określić jako oligotroficzne-oligohumusowe przechodzą w jeziora mezotroficzne-mezohumusowe i ostatecznie polihumusowe oraz torfowiska.
Pojęcie harmoniczności jezior związane jest z typowymi warunkami. W warunkach panujących m.in. w Europie Zachodniej i Środkowej typowa jest dość duża zawartość związków wapnia, więc za dysharmoniczne są uznane jeziora o małej twardości wody (lobeliowe).